# 2-Metil-2-pentanol
A 2-metil-2-pentanol az alkoholok közé tartozó szerves vegyület, a hexanol egyik izomerje. Gázkromatográfiás méréseknél felhasználható az elágazó szénláncú vegyületek, főleg az alkoholok jobb elválasztására. Kimutatása a vizeletből felhasználható a 2-metilpentánnak történő kitettség vizsgálatára.

## Fordítás
Ez a szócikk részben vagy egészben  a(z)   2-Methyl-2-pentanol című angol Wikipédia-szócikk ezen változatának fordításán alapul.  Az eredeti cikk szerkesztőit annak laptörténete sorolja fel. Ez a jelzés csupán a megfogalmazás eredetét és a szerzői jogokat jelzi, nem szolgál a cikkben szereplő információk forrásmegjelöléseként.